# الخيران رايح جاي (مسرحية)
الخيران رايح جاي، مسرحية كوميدية على نمط مسرحية البيت المسكون، تدور أحداثها في منطقة الخيران وفي عرض البحر ألفها الفنان عبد العزيز المسلم ومثلت في عام 1999 إنتاج مسرح السلام.
الخيران هي منطقة بالكويت تقيم بها الأسر الكويتية بها العديد من الشاليهات والمخيمات وتقع بجانب البحر.

## البطولة
غانم الصالح، عبد العزيز المسلم، باسمه حماده، هيا الشعيبي، أحمد السلمان، أمل عباس، عبد الرزاق خلف.

## ملخص الأحداث
تنتقل أسرة بو إعبيد للإقامة مؤقتا في إحدى الشاليهات بالمنطقة، ليكتشف أبنائه أن والدهم قد تزوج على والدتهم، ماذا سيفعل أبنائه تجاهه وتجاه والدتهم وماذا سيحدث في تلك الرحلة ؟؟أحداث كوميدية كثيرة تكشف ما يفعله بعض العصابات في مثل هذه المناطق وتكشف الأخطاء بين الأب وزوجته ودواعي الزواج مرة أخرى.

## حقائق
(هذه المسرحية تمثل عودة الفنان عبد العزيز المسلم للمسرح التقليدي بعد 4 سنوات في مسرح الرعب وفيها أدخل المسلّم سيارة وسيكل والجيت سكي على المسرح وقد لاقت النجاح المطلوب)
تغيرات: اعتذر بوهلال بعد أن مثل في بعض العروض واتى مكانه أحد الاشخاص والعرض المصور كان من العروض التي بعد اعتذار بوهلال.
- جسد عبد العزيز المسلّم في هذه المسرحية دور اعبيد الذي يأتي مع أسرته إلى الخيران لقضاء العطلة الصيفيه هناك.

## روابط لها علاقة
- البيت المسكون
- البيت المسكون 2
- البيت المسكون (سلسلة)